# Divisió d'honor d'escacs 2018
La Divisió d'honor d'escacs 2018 inclou els equips i resultats de la temporada 2018 de la màxima categoria de la Lliga Catalana d'Escacs que organitza la Federació Catalana d'Escacs.

## Fase prèvia
A la fase prèvia, la Divisió d'Honor estigué formada per 16 equips distribuïts en dos grups repartits segons els criteris esportius derivats de la classificació obtinguda pels equips a la temporada anterior. Cada grup de 8 equips disputà una lligueta a una sola volta. Els quatre primers classificats de cada grup es classificaren per a disputar la fase final en el grup A. Els classificats del 5 al 8 de cada grup formarien part del grup B.
| # | Equip             |
| - | ----------------- |
| 1 | SCC SABADELL      |
| 2 | ESCOLA ESCACS BCN |
| 3 | TRES PEONS        |
| 4 | PEONA I PEO       |
| 5 | FOMENT            |
| 6 | FIGUERES          |
| 7 | LLEIDA            |
| 8 | OLOT              |

| # | Equip       |
| - | ----------- |
| 1 | MOLLET      |
| 2 | BARBERA     |
| 3 | SANT ANDREU |
| 4 | CERDANYOLA  |
| 5 | GERUNDA     |
| 6 | SANT JOSEP  |
| 7 | SANT CUGAT  |
| 8 | CATALUNYA   |